# Мечислав Бач
Мечислав Бач (пол. Mieczysław Józef Batsch (Bacz), 1 січня 1900, Лемберг — вересень 1977, Перемишль) — польський футболіст, олімпієць, інженер-механік випускник факультету машинобудування Львівського університету (1931). Після закінчення інституту працював на станції регіональних дирекцій у Львові.

## Біографія
Народився 1 січня 1900 року в місті Лемберг, Австро-Угорщина (нині — Львів, Україна).
Виступав у складі клубу «Погонь» Львів з 1916 по 1929 рік. Був одним з двох головних бомбардирів клубу, разом з легендарним Вацлавом Кухарем, ставав з ним чемпіоном Польщі 1922, 1923, 1925 1926 років. Зіграв у чемпіонатах Польщі 90 матчів і забив 76 м'ячів. Ставав найкращим бомбардиром чемпіонату Польщі 1923 роки (10 м'ячів). Також був другим снайпером сезону в 1922 (14 м'ячів), 1924 (9 м'ячів) і 1926 (7 м'ячів) років.
У складі національної збірної Польщі Мечислав Бач дебютував у 1923 році в товариському матчі зі збірною Румунії (1:1), що проходив у рідному для футболіста Львові. Двома роками раніше був в резерві на матч з угорцями, а ще за рік до того готувався до Олімпіади в Антверпені, але через війну з СРСР Польща на неї не поїхала. Проте влітку в складі «кадри» Мечислав брав участь в паризькій Олімпіаді, де поляки вилетіли від угорців 0:3. 26 серпня 1926 року Мечислав першим серед польських гравців відзначився чотирма забитими м'ячами в матчі за збірну. Постраждала збірна Фінляндії, яка програла в Познані 1:7 (і це залишалося найбільшою перемогою Польщі аж до 1959 року). Останній свій поєдинок за збірну Бач зіграв також в рідному Львові. 12 вересня 1926 року Польща приймала Туреччину і перемогла 6:1, а Мечислав забив два м'ячі. Всього форвард відіграв за Польщу 11 матчів і забив 8 м'ячів протягом 1923—1926 років.
Окрім футболу Бач був дипломованим інженером факультету машинобудування Технічного університету Львова (1931). Після закінчення інституту працював в районному управлінні станції у Львові. Після завершення футбольної кар'єри працював інженером на залізниці в Перемишлі.
Помер у вересні 1977 року в місті Перемишль.

## Титули та досягнення
- Чемпіон Польщі: 1922, 1923, 1925, 1926
- Найкращий бомбардир чемпіонату Польщі: 1923 (10 голів)